# Kasteel van Pierre-Percée
Het Kasteel van Pierre-Percée (Frans: Château de Pierre-Percée) is een kasteel in de Franse gemeente Pierre-Percée. Het kasteel is een beschermd historisch monument sinds 1981.